# 배반의 장미 (영화)
"배반의 장미"는 2018년에 개봉한 대한민국의 영화이다.

## 캐스팅
- 김인권 : 안병남 역
- 정상훈 : 육심선 역
- 손담비 : 이미지 역
- 김성철 : 양두석 역
- 박철민 : 마광기 역
- 이규복 : 광태 역
- 김중희 : 광호 역
- 강인찬 : 미지 전남친 역
- 송시연 : 사츠코 역
- 윤서인 : 201호 여 역
- 안준태 : 헬멧남 역
- 정종훈 : 영화관계자 / 의사 역
- 이승은 : 시나리오 속 아내 역
- 정준현 : 시나리오 속 아들 역
- 김선예 : 시나리오 속 여자 역
- 김정남 : 노년커플 남자 역
- 원근자 : 노년커플 여자 역
- 김대근 : 남남커플 남자 1 역
- 김도현 : 남남커플 남자 2 역
- 배경남 : 3:1 커플 남자 역
- 김수경 : 3:1 커플 여자 1 역
- 송예진 : 3:1 커플 여자 2 역
- 서지은 : 3:1 커플 여자 3 역
- 현지호 : 남녀커플 남 역
- 하수진 : 남녀커플 여 역
- 김윤용 : 환자 1역
- 남기주 : 환자 2 역
- 문득산 : 클럽 웨이터 역
- 김예진 : 스포츠카 여 역
- 황주리 : 백화점 점원 역
- 이윤승 : 정장가게 점원 역
- 최재원 : 두석 부 역
- 옥주리 : 두석 모 / 재훈 모 역
- 이종수 : 두석 형 역
- 임용순 : 기부단체 이사장 역
- 유인혜 : 재훈 여친 역
- 이정우 : 손님 1 역
- 오기덕 : 손님 2 역
- 이수정 : 기자 1 역
- 장수길 : 기자 2 역
- 김태형 : 기자 3 역
- 신현준 : 신 회장 역 (특별 출연)
- 탁재훈 : 201호 남 역 (특별 출연)
- 허가윤 : 배반의 장미 역 (특별 출연)

## 같이 보기
- 2018년 대한민국의 영화 목록